# Masters de Roma 2011
El Masters de Roma fue un torneo de tenis masculino que se jugó del 8 al 15 de mayo de 2011 sobre polvo de ladrillo. Fue la 65.ª edición del llamado Internazionali BNL d'Italia. Tuvo lugar en el Foro Itálico en Roma, Italia.

## Campeones

### Individuales masculinos
Novak Djokovic vence a  Rafael Nadal por 6-4 y 6-4.

### Dobles masculinos
John Isner /  Sam Querrey vencen a  Mardy Fish /  Andy Roddick, por retiro.

### Individuales femeninos
María Sharápova vence a  Samantha Stosur, 6-2 y 6-4.

### Dobles femeninos
Peng Shuai /  Zheng Jie vencen a  Vania King /  Yaroslava Shvedova, 6-2 y 6-3.